# Hacia Broadway
Hacia Broadway , titulado originalmente Bumping into Broadway, es un cortometraje cómico estadounidense de 1919. Está dirigido por Hal Roach e interpretado por Harold Lloyd.

## Argumento
Un joven escritor (Harold Lloyd) quiere triunfar en Broadway y, aunque va escaso de dinero y ha sido advertido de que si no paga le echarán de la pensión donde vive, le da todo lo que tiene a su vecina (Bebe Daniels), actriz en un musical.

## Reparto
- Harold Lloyd, el Chico;
- Bebe Daniels, la Chica;
- Snub Pollard, el director del musical;
- Helen Gilmore, la administradora del edificio.

## Producción y realización

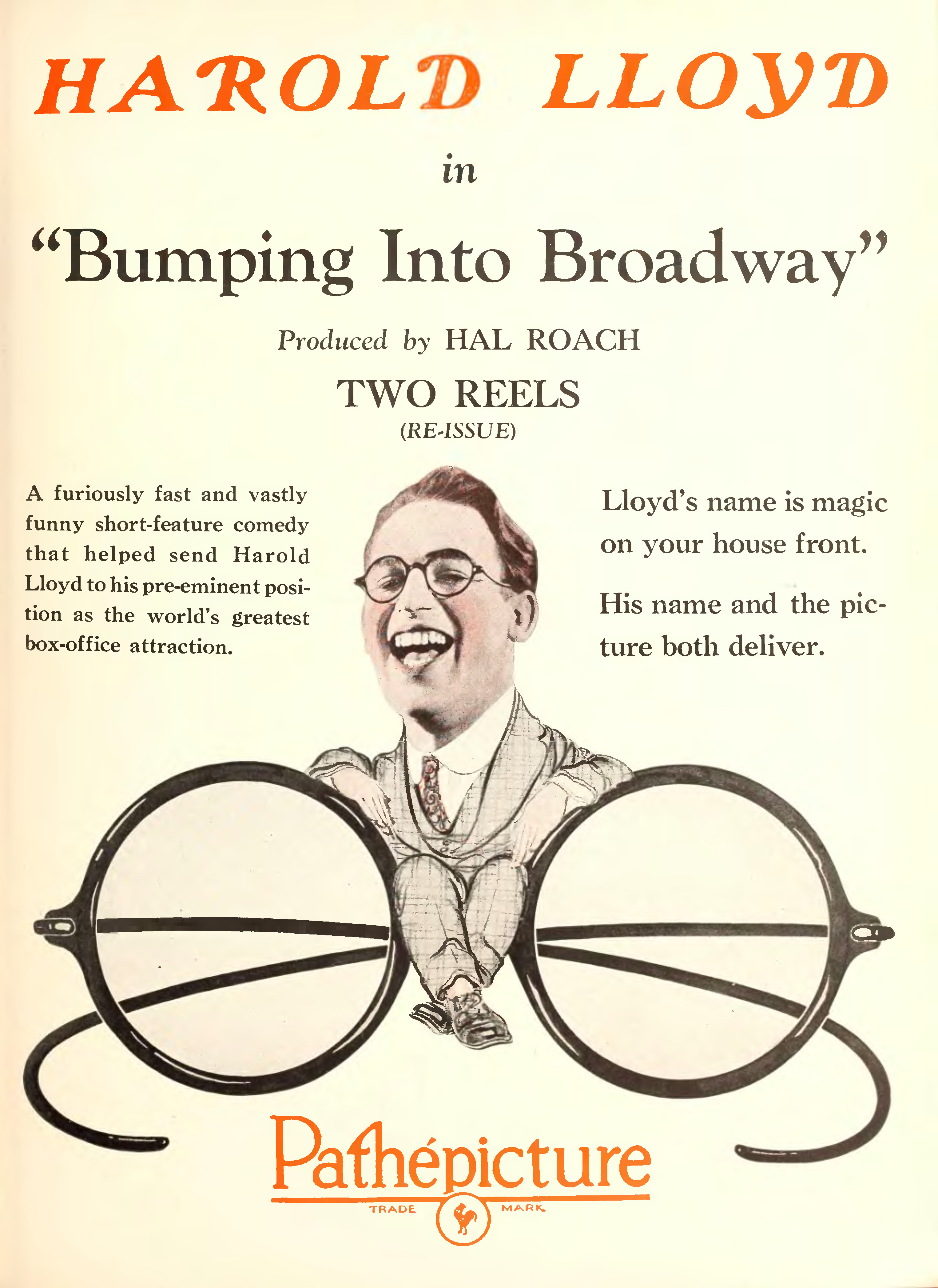

El corto fue estrenado el 2 de noviembre de 1919. En agosto de ese año, Lloyd sufrió una explosión que le amputó dos dedos de la mano derecha. Como bien se puede apreciar en la escena en que 'el Chico' escribe a máquina, el corto fue grabado antes del desafortunado incidente.